# Radio Čas Rock
Rádio Čas Rock je soukromé regionální rockové rádio. Je součástí skupiny Rádio Čas ostravského podnikatele Radima Pařízka. Vysílá českou i zahraniční rockovou hudbu. Jeho vysílání začalo 25. 5. 2011.
Vlastníkem licence je společnost Radima Pařízka Juke Box, s.r.o. Rádio je součástí reklamní sítě Media Marketing Services. 

## Moderátoři
- Hanka Outratová
- David Zbavitel
- Ivo Raška
- Jirka Krupica
- Katka „Kachna“ Hrbačová
- Honza Prokeš
- Vojta Korduliak
- Kristýna Střelcová

## Vysílací frekvence
Radio Čas Rock je možné naladit přes digitální vysílání, online, nebo na těchto frekvencích:
Ostrava a okolí 89,5 FM | 99,9.FM
Opavsko 89,7 FM
Bruntálsko a Krnovsko 88,9 FM
Novojíčínsko 91,6 FM
Vsetínsko 106,7 FM
Valašské Meziříčí 87,9 FM
Brno 95,9 FM
Horní Heršpice 94,1 FM
Křepice 94,2 FM
Mikulov 94,2 FM
Javůrek 94,2 FM
Holubice 96,1 FM
Vyškov 91,9 FM
Drysice 88,6 FM